# Rod Dedeaux
Raoul Martial „Rod“ Dedeaux  (* 17. Februar 1914 in New Orleans, Louisiana; † 5. Januar 2006 in Glendale, Kalifornien) war ein US-amerikanischer Baseballmanager. Er trainierte unter anderem das amerikanische Baseballteam für die Olympischen Spiele 1964 in Tokio, Japan und 1984 in Los Angeles, USA.
Dedeaux spielte drei Jahre für die USC Trojans der University of Southern California und absolvierte zwei Spiele für die Brooklyn Dodgers als Shortstop. Seine Karriere als Baseballspieler musste er aufgrund eines Rückenleidens aufgeben. Ab dem Jahr 1950 fing er an die Baseballspieler der University of Southern California zu trainieren, nachdem er bereits seit 1942 assistierte. Er gewann insgesamt 11 NCAA-Baseball-Meisterschaften und trainierte unter anderem die späteren MLB-Spieler Mark McGwire, Tom Seaver, Randy Johnson, Fred Lynn, Ron Fairly und Roy Smalley. Er beendete seine Karriere als der erfolgreichste College-Baseballtrainer überhaupt mit 1332 Siegen. 2006 wurde er in die College Baseball Hall of Fame aufgenommen und wurde zudem 1999 vom Collegiate Baseball magazine als Trainer des Jahrhunderts ausgezeichnet. 
Er starb nach Komplikationen an einem Schlaganfall.